# Anloua
Anloua est une localité du Cameroun située dans la région de l'Adamaoua et le département de la Vina, près de Ngaoundéré. Son bassin lacustre est réputé pour ses formations de vivianite.

## Galerie

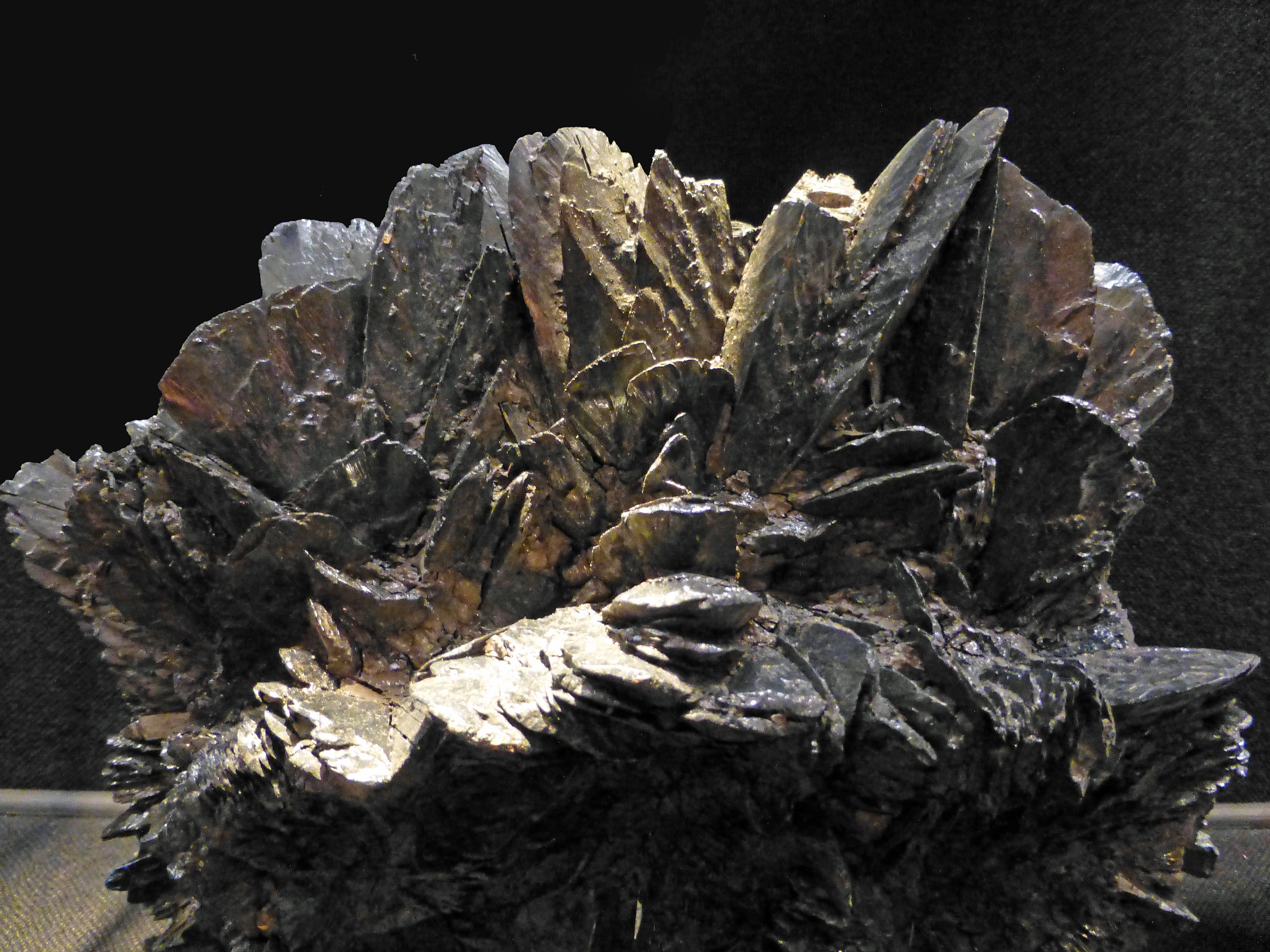
Vivianite d'Anloua
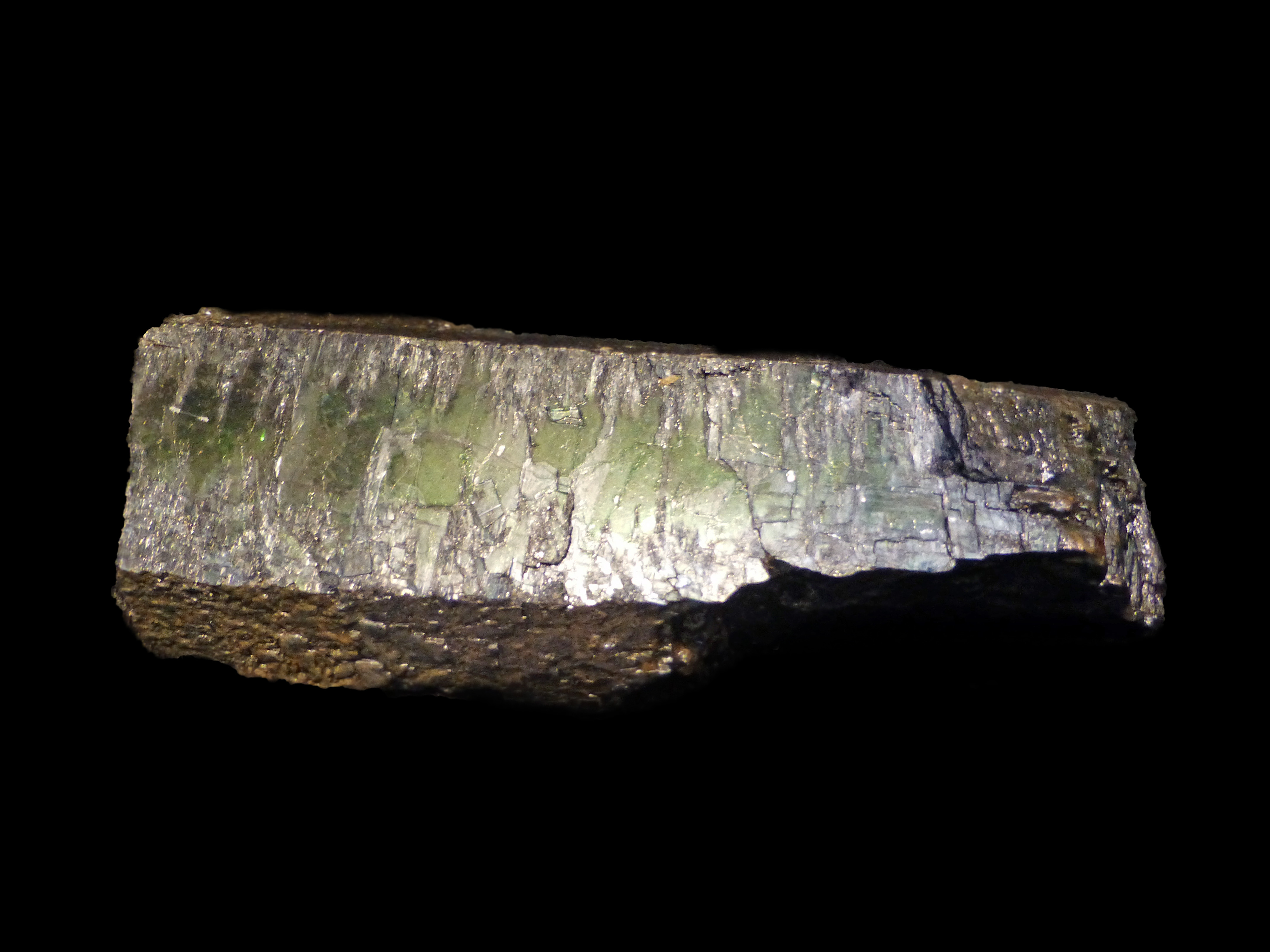
Vivianite d'Anloua